# Cilúrnigos
Los cilúrnigos fue una gens perteneciente populi de los luggones y estos a su vez, era uno de los veintidós pueblos que cita el escritor latino Plinio el Viejo y que componían los astures. Los cilúrnigos vivían en el actual territorio de Gijón (Principado de Asturias) y en concreto en la Campa Torres o el castro Oppidum Noega.
Su nombre, según José Luis Maya González, parece derivar de la raíz céltica "cilurnum", que traducido al castellano significaría "caldero" y que simbólicamente encaja bien con la dedicación a los trabajos metalúrgicos y en concreto a la fabricación de calderos con remaches, que se sabe desarrollaban en el yacimiento de la Campa Torres. El término también puede aludir al remolino de un río o a una zona de aguas turbulentas. Este nombre también tiene proyección en el norte de Inglaterra, en la línea de fortificaciones romanas conocida como la Muralla de Adriano, donde uno de sus campamentos, el actual Chesters, (Northumberland) era conocido como Cilurnum y significativamente constituía en el siglo II p.C. la sede del Ala II Asturum, una unidad de caballería de unos 500 jinetes que debía proceder originariamente del territorio astur.

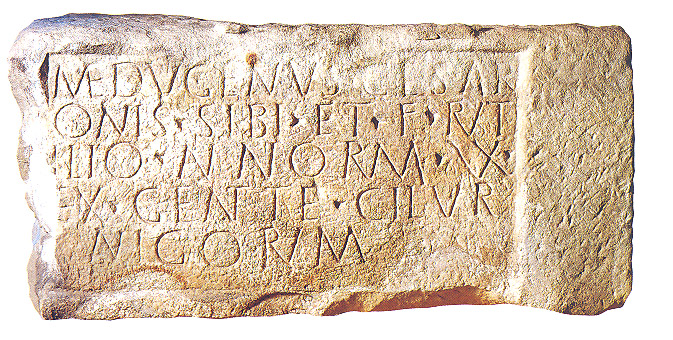
Lápida funeraria de la Gens Cilurnigorum encontrada en la muralla romana de Gijón.

En la Torre del Reloj, museo que se encuentra en Gijón, más concretamente en el barrio de Cimadevilla, se conserva una lápida funeraria en la que aparece dicho gentilicio.
La transcripción de la lápida es la siguiente:
MEDUGENUS . CESAR
ONIS . SIBI . ET . F . RUT
ILIO . ANNORVM . XV .
EX. GENTTE . CILUR
NIGORVM
Se podría traducir por Medugeno, hijo de Cesarón, (dedica esta lápida funeraria) para él y su hijo Rutilio (que falleció cuando tenía) quince años de edad y pertenecientes a la gens de los Cilúrnigos.